# Басейн Лазурний

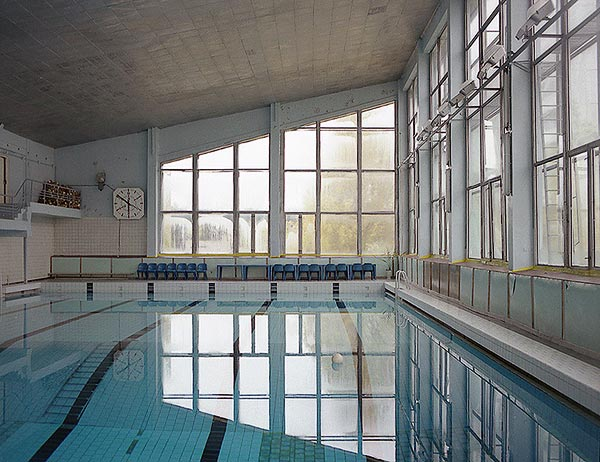
Стан басейну в 1996 році

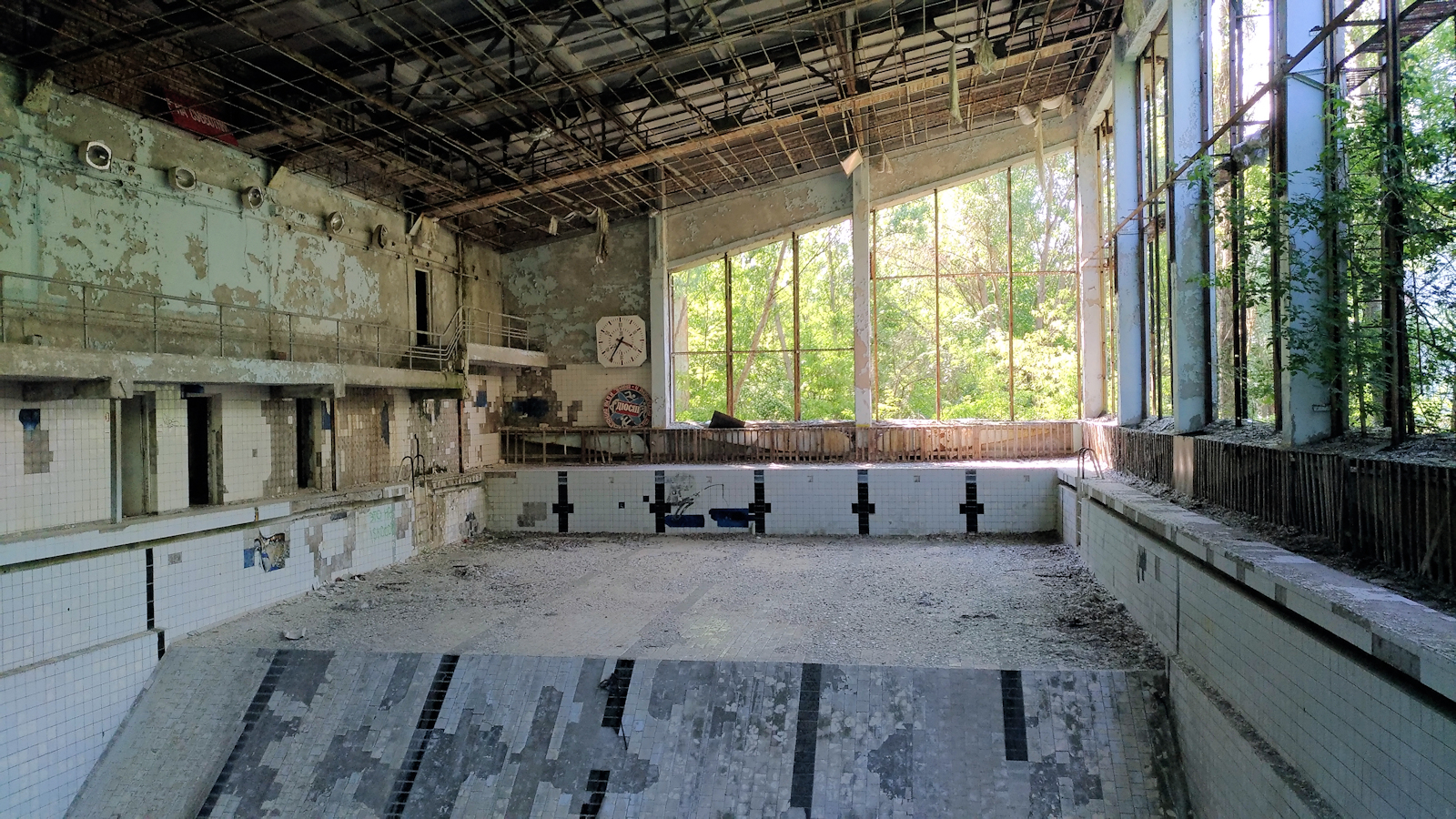
Стан басейну в 2019 році

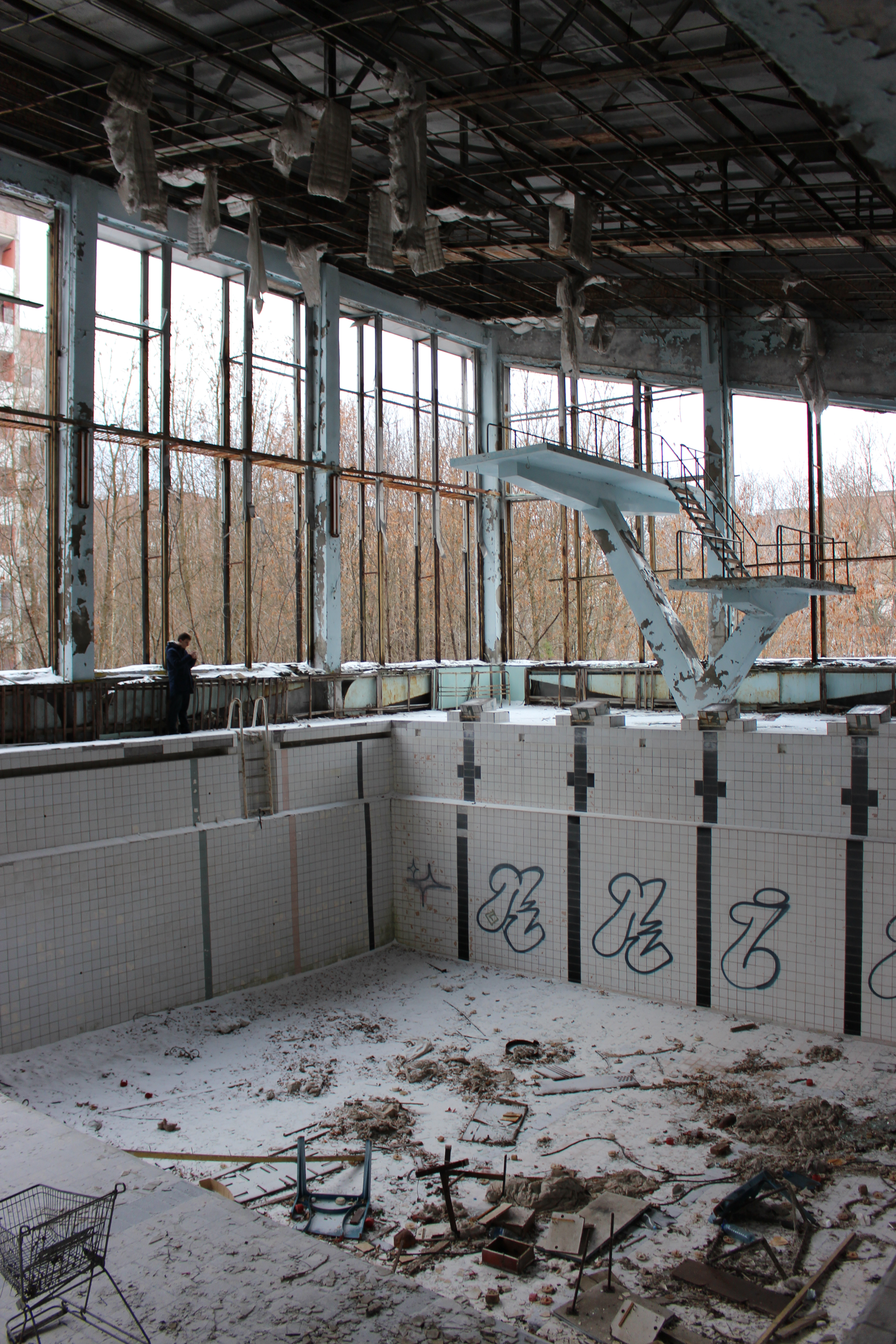
Глибока частина басейну

Лазурний басейн - один з критих басейнів у занедбаному місті Прип'ять Україна.
Розташований на вул. Спортивна, 24.

## Історія
Комплекс був побудований у 1970-х роках і залишався в експлуатації до 1998 року (через 12 років після Чорнобильської ядерної катастрофи); протягом цих 12 років плавальний басейн в основному використовували ліквідатори Чорнобильської АЕС. Басейн вважається одним з найчистіших місць Прип'яті. Однак басейн та прилеглий критий баскетбольний майданчик були занедбані та залишені до занепаду з часу його закриття у 1998 році.

## Дивитися також
- Аварія на Чорнобильській АЕС
- Палац культури "Енергетик"
- Парк розваг "Прип'ять"
- Стадіон «Авангард» (ФК «Строїтель Прип'ять»)